# 金子新司
金子 新司（かねこ しんじ、1960年6月1日 - ）は、日本の実業家。神奈川県鎌倉市出身。株式会社京急百貨店取締役社長。

## 人物・経歴
神奈川県鎌倉市出身。1983年、上智大学文学部卒業。1996年、株式会社京急百貨店に入社。2004年、同社紳士服部長。2006年、同社リビング部長。2014年、同社取締役食品部長。2017年、同社取締役店長兼営業計画部長。2020年、同社常務取締役百貨店事業本部長。2023年、同社専務取締役営業本部長。2024年、同社取締役社長。